# Mukur Kanti Khisha
Mukur Kanti Khisha fue un diplomático indio.
- Mukur Kanti Khisha fue hijo de una ilustre familia de la tribu Chakma se instaló en Madrid después de su retiro.
- En 1959 se unió al Indian Foreign Service.
- De 1978 al 11 de junio de 1981 fue embajador en Kinsasa con acredición en Bangui (República Centroafricana), Malabo (Guinea Ecuatorial), Brazzaville, (República del Congo), Libreville (Gabón) .
- Del 11 de junio de 1981 al 28 de diciembre de 1984 fue embajador en Santiago de Chile.
- Del 31 de julio de 1985 al 19 de abril de 1989 fue embajador en Bogotá.
- Del 19 de abril de 1989 a agosto de 1992 fue embajador en La Habana.
- De agosto de 1992 a noviembre de 1993 fue embajador en Buenos Aires y acreditado en Asunción y Montevideo.[1]